# Apache XML Graphics
Apache XML Graphics（アパッチ・エックスエムエル・グラフィックス）プロジェクトは、XSL-FOやSVGなどのXML仕様に準拠したデータを視覚的な出力形式に変換するオープンソースのソフトウェアを開発することなどを目的とした団体であり、Apacheソフトウェア財団が主催するプロジェクトの一つである。
Apache XML Graphics プロジェクトが開発するソフトウェアは、Apacheソフトウェア財団の他のプロジェクトと同様に、Apacheライセンス (APL) のもとで提供されている。Apache XML Graphics プロジェクトは複数のサブプロジェクトをもつ。

## サブプロジェクトの一覧
Apache BatikSVGの表示・編集・ほかの画像ファイルフォーマットへの変換などの機能を提供するツールおよびJavaライブラリ。
Apache FOPXSL-FOの組版を行う処理系。Javaで実装されている。XSL-FO のXML文書を、コンピュータの画面に表示したり、PDFなどの形式に変換したり、プリンタに直接印刷したりすることができる。
Apache XML Graphics CommonsApache Batik と Apache FOP で利用されるさまざまなソフトウェアコンポーネントを提供するJavaのライブラリ。